# 杏树岗镇
杏树岗镇，是中华人民共和国黑龙江省大庆市红岗区下辖的一个乡镇级行政单位。

## 行政区划
杏树岗镇下辖以下地区：
先锋村、金山堡村、地营子村、中内泡村、义和村、民吉村、兴隆河村、宏伟村、太平山村和兴隆牧场村。